# The OA
『The OA』（ジ・オーエー）は、2016年から2019年にかけて配信されたアメリカ合衆国のテレビドラマシリーズ。主演のブリット・マーリングと監督のザル・バトマングリによって企画され、Netflixで配信された。シリーズは2019年の第2シーズンで終了した。

## 概要
2016年12月16日、シーズン1（パートI）がNetflixにて世界同時配信開始。
2017年2月8日、ネットフリックスが第2シーズン（パートII）の製作を発表。2019年3月22日に配信を開始した。
2019年8月5日にはプロジェクト打ち切りが発表された。
しかし打ち切りの発表を受け、また出演者がシーズン5までの計画が存在していたことを明かしたこともあってか、ファンコミュニティによってシリーズの存続を求めるキャンペーンが始まった。SNS上での#SaveTheOAタグを使った存続を求めるSNS投稿や、Change.orgでの請願署名、クラウドファンディングを使って集められた資金によるメッセージやファンアートのビルボード広告といったネット発のキャンペーンだけでなく、ロサンジェルスのNetflix本社ビル前でプラカードを掲げたり、なかにはハンガーストライキを敢行する者も現れるなどの抗議行動も行われた。。
マーリング自身は2024年のインタビューのなかで、The OAのファンが続編を望む声に応えたいと語り、機会があれば、物語の続きを完全に描き切りたいとの思いを語っている。
『The OA』を企画した主演のマーリングと監督のバトマングリは、大学時代からの映画制作仲間。二人は『アナザー プラネット（英語: Another Earth）』（2012）や『ザ・イースト』（2013）では主演・監督コンビだけでなく、共同で脚本を担当してきた。今作においても、シーズン1の多くのエピソードは彼らの共同脚本となっている。

## あらすじ

### パートI
盲目の少女プレーリー・ジョンソンは、失踪から七年後に橋から飛び降りようとしているところを救助される。背中に異様な傷跡をつけられ、なぜか視力を取り戻し、そして自身を「OA」と呼ぶようになっていた彼女は、養父母の元へと戻ると「5人の仲間が必要だ」と訴え始める。その呼びかけに応えた高校生のスティーブ、フレンチ、ジェシー、バック、そして教師のベティの5人は、廃屋のなかで一晩に一時間ずつプレーリーの話に耳を傾けることになる。
プレーリーはオリガルヒの一人娘であったこと、盲目となった幼少期の事故、現在の父母の元にやってくる経緯などの彼女の半生の紆余曲折、そして失踪中の体験を語り出した。プレーリーによれば失踪してからの七年、ホーマー、スコット、レイチェル、レナータという4人の若者と共に、ハップという医師によって監禁されていたという。死後の世界について研究するハップは、監禁した者たちを強制的に臨死状態へと追いやり、その様子を調べる実験を行っていた。プレーリーは逃亡を図ったが追ってきたハップによって頭部を殴打され意識を失った際に超常的な体験をし、意識が戻ったときには視力が回復していた。またプレーリーは実験によって同じく超常的経験をしたホーマーと体験について語り合うなかで、体験時に出会った存在から「OA」と呼ばれていたことを思い出す。さらにOAとホーマーには臨死体験中に得られた別々の奇妙な「動作」の記憶があること、またその「動作」には現実と死後の世界を結ぶ特別な力があることが判明する。また死後の世界で出会う存在から「動作」には5つの段階があることを教えられる。そこで5人それぞれが「動作」を手に入れ、繋ぎ合わせた完全な「動作」の力を使うことによって、死後の世界すなわち異次元への転移を果たし、現在の監禁状態から脱出することを誓い合う。
それからは手に入った各段階の「動作」を自身の身体に傷として刻みつけて記録し、互いに教え合い、「動作」の習得に務めていった。しかし彼らの行動を監視していたハップも「動作」の存在を知り、異次元への転移を望むようになる。しかし転移には少なくとも5人の「動作」が必要となるため、ハップ単独ではどうすることもできない。そこでハップは「動作」が完成したタイミングでOAら5人が揃うことを防ぎ、またハップ自身が5人目となって異次元へ旅立つため、OAを監禁状態から解放したのだという。そしてOAはホーマー達をハップの支配下から救出するために転移すべく、自ら臨死状態に陥ろうと橋からの飛び降りを試みたが失敗したのだった。
それまでの経緯を話し終えたプレーリーは、スティーブたち5人に「動作」を習得し、その力によって自分を転移させてくれるよう依頼する。毎夜のプレーリーの物語を聞きに集まるうちに友好関係を築き、またプレーリーがOAであると信じた5人は彼女の願いを叶えるために「動作」の習得を開始する。しかし秘密の集いは彼らの親たちの知るところとなり解散させられ、プレーリーは心を病んでいると判断されてしまう。スティーブとフレンチが周囲の理解を得るべく裏付け調査を行うもOAの物語がプレーリーの作り話である疑いが高まる結果に終わってしまい、5人の連帯感も失われてしまう。
その後、プレーリーは自由な外出を許されなくなり、またスティーブたち5人の交流も絶たれていた。そんなある日スティーブらの学校内で銃乱射事件が発生する。犯人の前で誰もが身動きを取れないなか、その場に居合わせた5人は何かに突き動かされるようにOAから教わった完全な「動作」を一斉に行った。彼らの行為に驚いたのか隙を見せた乱射犯は取り押さえられたが、その際に放たれた銃弾は駆けつけていたプレーリーの胸に命中していた。彼女は微笑みながら「動作」の力が発揮されたことを5人に告げ、危篤状態で搬送されていく。OAの転移が成功すると信じるスティーブは自分も連れて行ってくれと遠ざかっていく救急車に向けて叫ぶ。

## キャスト
※括弧内は日本語吹替。
- プレーリー・ジョンソン (OA) - ブリット・マーリング（永宝千晶）
- ハンター・アレイシウス・"ハップ"・パーシー - ジェイソン・アイザックス（田村真）
- ホーマー・ロバーツ - エモリー・コーエン（遠藤純平）
- スコット・ブラウン - ウィル・ブリル（英語版）（井木順二）
- レイチェル - シャロン・ヴァン・エッテン
- レナータ - パス・ベガ（織部ゆかり）
- スティーブ・ウィンチェル - パトリック・ギブソン（英語版）（加藤和将）
- アルフォンソ・“フレンチ”・ソーサ -  ブランドン・ペレア （英語版）（永井将貴）
- ジェシー - ブレンダン・マイヤー（奥村翔）
- バック・ブー -  イアン・アレクサンダー （英語版）（志田有彩）
- ベティ・ブロデリック＝アレン (BBA) - フィリス・スミス（神田みか）
- アベル・ジョンソン - スコット・ウィルソン（長克巳）
- ナンシー・ジョンソン - アリス・クリーグ（三沢明美）
- エリアス・ラヒム - リズ・アーメッド
- カリム・ワシントン - キングズリー・ベン＝アディル（櫻井トオル）
- 受付嬢ダーミ - ブリア・ヴィネイト（織部ゆかり）
- アンジー - クロエ・レヴィン（有賀由樹子）
- ピエール・ラスキン - ヴィンセント・カーシーザー（石田彰）
- リアム - テオドール・ペルラン（村井雄治）
- レオン - マイケル・カンプスティ（関口雄吾）
- 警察官スタン - ロバート・モーガン（関口雄吾）
- Dr.ローズ - リズ・カー（井上明子）
- ドナルド - ファン・ブルネル（渡谷美帆）
- ホーンビー - クリフ・モイラン（橘潤二）
- オールドナイト-尾崎英二郎（尾崎英二郎）
- マーク - ジョージ・ツァイ（森宮隆）
- 女性看護師１（米倉希代子

## エピソード
| シーズン | シーズン | 話数 | 話数 | 放送期間       | 放送期間       |
| -------- | -------- | ---- | ---- | -------------- | -------------- |
|          | 1        | 8    | 8    | 2016年12月16日 | 2016年12月16日 |
|          | 2        | 8    | 8    | 2019年3月22日  | 2019年3月22日  |

＊各シーズン全話一斉配信

### パートI (2016)
| 通算 話数 | シーズン 話数 | タイトル                                        | 監督               | 脚本                                      | 公開日         |
| --------- | ------------- | ----------------------------------------------- | ------------------ | ----------------------------------------- | -------------- |
| 1         | 1             | "第1章: 帰宅" "Chapter 1: Homecoming"           | ザル・バトマングリ | ブリット・マーリング & ザル・バトマングリ | 2016年12月16日 |
| 2         | 2             | "第2章: 新しい巨像" "Chapter 2: New Colossus"   | ザル・バトマングリ | Melanie Marnich                           | 2016年12月16日 |
| 3         | 3             | "第3章: チャンピオン" "Chapter 3: Champion"     | ザル・バトマングリ | ブリット・マーリング & Dominic Orlando    | 2016年12月16日 |
| 4         | 4             | "第4章: アウェイ" "Chapter 4: Away"             | ザル・バトマングリ | Ruby Rae Spiegel                          | 2016年12月16日 |
| 5         | 5             | "第5章: パラダイス" "Chapter 5: Paradise"       | ザル・バトマングリ | ブリット・マーリング & ザル・バトマングリ | 2016年12月16日 |
| 6         | 6             | "第6章: 分かれ道" "Chapter 6: Forking Paths"    | ザル・バトマングリ | Melanie Marnich                           | 2016年12月16日 |
| 7         | 7             | "第7章: 光の帝国" "Chapter 7: Empire of Light"  | ザル・バトマングリ | ブリット・マーリング & ザル・バトマングリ | 2016年12月16日 |
| 8         | 8             | "第8章: 内なる自分" "Chapter 8: Invisible Self" | ザル・バトマングリ | ブリット・マーリング & ザル・バトマングリ | 2016年12月16日 |

### パートII (2019)
| 通算 話数 | シーズン 話数 | タイトル                                                           | 監督               | 脚本                                            | 公開日        |
| --------- | ------------- | ------------------------------------------------------------------ | ------------------ | ----------------------------------------------- | ------------- |
| 9         | 1             | "第1章: 死の天使" "Chapter 1: Angel of Death"                      | ザル・バトマングリ | ブリット・マーリング & ザル・バトマングリ       | 2019年3月22日 |
| 10        | 2             | "第2章: トレジャーアイランド" "Chapter 2: Treasure Island"         | ザル・バトマングリ | Damien Ober & Nicki Paluga                      | 2019年3月22日 |
| 11        | 3             | "第3章: 魔法の鏡" "Chapter 3: Magic Mirror"                        | アンドリュー・ヘイ | Nicki Paluga & Dominic Orlando                  | 2019年3月22日 |
| 12        | 4             | "第4章: SYZYGY" "Chapter 4: SYZYGY"                                | ザル・バトマングリ | ブリット・マーリング & ザル・バトマングリ       | 2019年3月22日 |
| 13        | 5             | "第5章: 霊能者とエンジニア" "Chapter 5: The Medium & the Engineer" | ザル・バトマングリ | ブリット・マーリング & Damien Ober & Henry Bean | 2019年3月22日 |
| 14        | 6             | "第6章: 鏡よカガミ" "Chapter 6: Mirror Mirror"                     | アンドリュー・ヘイ | Dominic Orlando & Claire Kiechel                | 2019年3月22日 |
| 15        | 7             | "第7章: ニーナ・アザロワ" "Chapter 7: Nina Azarova"                | Anna Rose Holmer   | ブリット・マーリング & Henry Bean               | 2019年3月22日 |
| 16        | 8             | "第8章: 全貌" "Chapter 8: Overview"                                | ザル・バトマングリ | ブリット・マーリング & ザル・バトマングリ       | 2019年3月22日 |

## 評価
The OA は、GLAADメディア賞の2017年最優秀ドラマ賞にノミネートされた。 ブリット・マーリングとザル・バトマングリは、エピソード「ホームカミング」で全米脚本家組合賞の2018年エピソード部門にノミネートされた。 パズ・ベガワスは、俳優・女優組合賞（英語: Actors and Actresses Union Awards）（第29回）の国際プロダクション部門での2020年最優秀女性パフォーマンスにノミネートされた。 